# Kalînivka, Sarnî
Kalînivka (în ucraineană Калинівка) este un sat în așezarea urbană Stepan din raionul Sarnî, regiunea Rivne, Ucraina.

## Demografie
Componența lingvistică a localității Kalînivka
     Ucraineană (99,72%)
     Alte limbi (0,28%)
Conform recensământului din 2001, majoritatea populației localității Kalînivka era vorbitoare de ucraineană (99,72%), existând în minoritate și vorbitori de alte limbi.